# Saison 2 de Star Wars: The Clone Wars
Chronologie
Saison 1 Saison 3
La deuxième saison de Star Wars: The Clone Wars, série d'animation en 3D américaine, est constituée de vingt-deux épisodes.
Diffusée sur Cartoon Network, elle débute avec les épisodes Le Vol de l'holocron et La Dangereuse Cargaison, diffusés le 2 octobre 2009, et se termine avec les épisodes R2 rentre au bercail et La Traque mortelle diffusés le 30 avril 2010. En France, elle est diffusée du 21 février 2010 au 17 juillet 2010 sur M6 dans l'émission M6 Kid.
Aussi nommée Rise of the Bounty Hunters, la saison reçoit des critiques généralement positives, dont un meilleur accueil que la précédente. Elle est nommée aux Annie Awards pour la musique de l'épisode L'Usine d'armement dans la catégorie de la meilleure musique dans une production télévisuelle, lors des Motion Picture Sound Editors Awards pour le meilleur montage sonore pour l'épisode Atterrissage mouvementé et aux Television Critics Association Awards et Teen Choice Awards dans la catégorie de la meilleure série d'animation.
Elle sort ensuite en DVD et disque Blu-ray le 26 octobre 2010 aux États-Unis et le 27 octobre 2010 en France.

## Synopsis
La saison est composée de plusieurs arcs narratifs centrés sur des événements, des personnages ou des lieux :
1. Holocron (3 épisodes) : le chasseur de primes Cad Bane parvient à infiltrer le temple Jedi et à voler un holocron, un système de stockage de données qui ne peut être ouvert que grâce à la Force, contenant la liste des enfants sensibles à ce champ d'énergie. Les Jedi doivent alors tout faire pour récupérer l'artefact.
2. Géonosis (5 épisodes) : les généraux Jedi Skywalker, Kenobi et Mundi mènent un débarquement sur Géonosis afin de stopper la production d'une usine de droïdes de combat.
3. Saleucami (2 épisodes) : Eeth Koth, un maître Jedi, est capturé et torturé par le général de l'armée droïde : Grievous. Anakin, Obi-Wan et Adi Gallia partent à son secours avant qu'il ne soit trop tard.
4. Ahsoka (1 épisode) : l'apprentie d'Anakin s'est fait voler son sabre laser. Elle doit alors le retrouver avant que son maître ne le découvre.
5. Mandalore (3 épisodes) : Obi-Wan est affecté à la protection de la duchesse Satine, de la planète Mandalore, face à un groupe terroriste de Mandaloriens nommé les Death Watch, et ce alors qu'elle tente d'éviter une intervention militaire de la République qui ne ferait que rallier le peuple aux terroristes.
6. Sénat (1 épisode) : le sénateur Onaconda Farr est mort empoisonné. Les sénateurs Padmé Amidala et Bail Organa font alors équipe pour démasquer le coupable.
7. Christophsis (1 épisode) : la flotte de la République ne parvient pas à passer le blocus de la planète Christophsis imposé par les Séparatistes. Anakin se retrouve alors aux commandes d'un prototype d'un vaisseau furtif.
8. Felucia (1 épisode) : à la suite d'un accident sur la planète Felucia, Anakin, Ahsoka et Obi-Wan décident d'aider quatre chasseurs de primes à protéger des agriculteurs locaux contre des pirates désirant voler leurs précieuses récoltes.
9. Zillo (2 épisodes) : après un affrontement entre la République et les Sépararistes sur la planète Malastare, une bête gigantesque et invincible sort de son hibernation.
10. Boba Fett (3 épisodes) : le jeune Boba infiltre un croiseur Jedi et rejoint un groupe de jeunes clones avec l'intention d'assassiner le maître Jedi Mace Windu qui a tué son père.

## Distribution

### Principaux et récurrents
- Matt Lanter (VF : Emmanuel Garijo ; VQ : Martin Watier) : Anakin Skywalker (17 épisodes)
- Ashley Eckstein (VF : Olivia Luccioni ; VQ : Claudia-Laurie Corbeil) : Ahsoka Tano (12 épisodes)
- James Arnold Taylor (VF : Bruno Choël ; VQ : François Godin) : Obi-Wan Kenobi (14 épisodes)
- Dee Bradley Baker (VF : Serge Biavan ; VQ : Jean-François Beaupré) : les soldats clones (15 épisodes)
- Matthew Wood (VF : Emmanuel Garijo ; VQ : Xavier Dolan) : les droïdes de combat (12 épisodes)
- Tom Kane (VF : Jean-Claude Donda ; VQ : Pierre Chagnon) : le narrateur (22 épisodes)
- Tom Kane (VF : Jean Lescot ; VQ : Jacques Lavallée) : Yoda (7 épisodes)
- Terrence C. Carson (en) (VF : Jean-Paul Pitolin ; VQ : James Hyndman) : Mace Windu (10 épisodes)
- Phil LaMarr (VF : Pascal Germain ; VQ : Daniel Lesourd) : Kit Fisto (4 épisodes)
- James Arnold Taylor (VF : Pierre Dourlens) : Plo Koon (6 épisodes)
- Brian George (VF : Jean-Pol Brissart) : Ki-Adi-Mundi (5 épisodes)
- Olivia d'Abo (VF : Valérie Siclay ; VQ : Michèle Lituac) : Luminara Unduli (6 épisodes)
- Meredith Salenger (VF : Jessica Monceau) : Barriss Offee (4 épisodes)
- Matthew Wood : Poggle le Bref (4 épisodes)
- Tom Kane (VF : Jean-Luc Kayser) : amiral Wullf Yularen (5 épisodes)
- Anna Graves (VF : Véronique Borgias) : duchesse Satine Kryze (4 épisodes)
- R2-D2 (9 épisodes)[Note 1]
- Phil LaMarr (VF : Patrick Béthune) : Orn Free Taa (6 épisodes)
- Phil LaMarr (VF : Bertrand Liebert) : Bail Organa (4 épisodes)
- Ian Abercrombie (VF : Georges Claisse ; VQ : Yves Corbeil) : Palpatine / Dark Sidious (9 épisodes)

### Invités
- Corey Burton (VF : Vincent Violette) : Cad Bane (épisodes 1 à 3)
- Dee Bradley Baker (VF : Georges Caudron) : Ord Enisence (épisode 1)
- Seth Green (VF : William Coryn) : Todo 360 (épisode 1)
- Gwendoline Yeo : Cato Parasitti (épisode 1)
- Flo DiRe (VF : Lily Baron) : Jocasta Nu (épisodes 1 et 11)
- Dee Bradley Baker : Bolla Ropal (épisode 2)
- Tom Kenny (VF : Sylvain Lemarié ; VQ : Daniel Picard) : Nute Gunray (épisode 2)
- Jameelah McMillan : Mahtee Dunn (épisode 3)
- Catherine Taber (VF : Sylvie Jacob ; VQ : Aline Pinsonneault) : Padmé Amidala (épisodes 4, 14 et 19)
- James C. Mathis III (en) (VF : Frantz Confiac) : capitaine Gregar Typho (épisodes 3 et 4)
- Robin Atkin Downes (VF : Serge Faliu) : sénateur Rush Clovis (épisode 4)
- Anthony Daniels (VF : Roger Carel ; VQ : Luis de Cespedes) : C-3PO (épisodes 4, 15 et 19)
- Dee Bradley Baker (VF : Marc Perez ; VQ : Tristan Harvey) : Onaconda Farr (épisodes 4, 13 et 15)
- Gideon Emery (VF : Hervé Jolly) : Lott Dod (épisode 4)
- Dee Bradley Baker (VF : Isabelle Leprince) : Karina la grande, reine des Géonosiens (épisode 7)
- Matthew Wood (VF : Gérard Darier ; VQ : Louis-Philippe Dandenault) : général Grievous (épisodes 9 et 10)
- Chris Edgerly (VF : Maurice Decoster) : Eeth Koth (épisode 9)
- Angelique Perrin (VF : Julie Dumas) : Adi Gallia (épisode 9)
- Cara Pifko (VF : Céline Melloul) : Suu Lawquane (épisode 10)
- Nika Futterman : Shaeeah Lawquane (épisode 10)
- Kath Soucie : Jekk Lawquane (épisode 10)
- Greg Baldwin (VF : Michel Barbey) : Tera Sinube (épisode 11)
- Jaime King (VF : Marie-Laure Dougnac) : Cassie Cryar (épisode 11)
- Meredith Salenger : Ione Marcy (épisode 11)
- James Arnold Taylor (VF : Michel Prud'homme) : Bannamu (épisode 11)
- Corey Burton (VF : Bernard Dhéran ; VQ : Guy Nadon) : comte Dooku / Dark Tyranus (épisodes 12 et 14)
- Julian Holloway (en) (VF : Jean Barney) : Premier ministre Almec (épisodes 12 à 14)
- Jon Favreau (VF : Saïd Amadis) : Pre Vizsla (épisodes 12 et 14)
- Greg Proops (en) (VF : Daniel Lafourcade) : sénateur Tal Merrick (épisodes 12 à 14)
- David Acord (en) : Gray, le capitaine du Coronet (épisode 13)
- Stephen Stanton (en) (VF : Jean-Pierre Leroux) : Mas Amedda (épisodes 14, 15 et 19)
- Kath Soucie (VF : Caroline Beaune) : Mon Mothma (épisodes 14, 15 et 19)
- Jameelah McMillan (VF : Colette Venhard) : Halle Burtoni (épisodes 14 et 15)
- Dee Bradley Baker (VF : Serge Biavan) : Davu Golec (épisode 14)
- Corey Burton (VF : Patrick Borg) : ministre substitut Jerec et Aramis (épisode 14)
- Gideon Emery (VF : Raphaël Cohen) : Mee Deechi (épisode 15)
- Jennifer Hale (VF : Marie-Martine Bisson) : Lolo Purs (épisode 15)
- Tom Kenny (VF : Arnaud Arbessier) : lieutenant Tan Divo (épisode 15)
- Tom Kenny (VF : Patrick Poivey) : Silood (épisodes 15 et 19)
- Dee Bradley Baker (VF : Patrice Melennec) : amiral Trench (épisode 16)
- Greg Baldwin (VF : Jean-Claude Donda) : Seripas (épisode 17)
- Anna Graves (VF : Malvina Germain) : Sugi (épisode 17)
- Anna Graves (VF : Patricia Legrand) : Rumi Paramita (épisode 17)
- Stephen Stanton (VF : Vincent de Bouard) : Dilanni (épisode 17)
- Dave Filoni : Embo (épisode 17)
- Jim Cummings : (VF : Patrick Béthune) : Hondo Ohnaka (épisodes 17 et 22)
- Greg Baldwin (VF : José Luccioni) : Nakha Urus (épisode 18)
- Greg Baldwin : Gwarm, Cassis (épisode 17), les Dugs (épisodes 18 et 19)
- Cara Pifko (VF : Marie-Laure Beneston) : Dr Sionver Boll (épisodes 18 et 19)
- Jennifer Hale (VQ : Éveline Gélinas) : Aayla Secura (épisode 19)
- Daniel Logan (VF : Brice Ournac) : Boba Fett, les cadets clones (épisodes 20 à 22)
- Julian Holloway : amiral Shoan Kilian (épisodes 20 à 22)
- Jaime King (VF : Laëtitia Lefèbvre) : Aurra Sing (épisodes 20 à 22)
- Dee Bradley Baker (VF : Christian Pelissier) : Bossk (épisodes 20 à 22)
- Robin Atkin Downes (VF : Patrick Raynal) : Castas (épisodes 21 et 22)
- James Arnold Taylor : Fong Do (épisode 22)

 Sources et légende : version française (VF) sur RS Doublage et Planète Jeunesse, version québécoise (VQ) sur Doublage.qc.ca.

## Production
Le 9 février 2009, à la suite du record d'audience lors de la première diffusion de la série, Cartoon Network renouvelle Star Wars: The Clone Wars pour une deuxième saison prévue pour l'automne 2009. Celle-ci permet d'approfondir le chasseur de primes Cad Bane apparu lors de l'épisode final de la première saison. Pour Dave Filoni, le superviseur de la réalisation, la présence de Bane permet d'avoir un personnage audacieux et qui n'a peur de rien afin de mettre en difficulté les Jedi. Sa présence élargit également les enjeux de la guerre. Lors du développement de The Clone Wars, l'introduction de méchants, à l'exception des Séparatistes, est écartée. Cependant, au fur et à mesure de la production de la saison, un chasseur de primes doit être introduit.

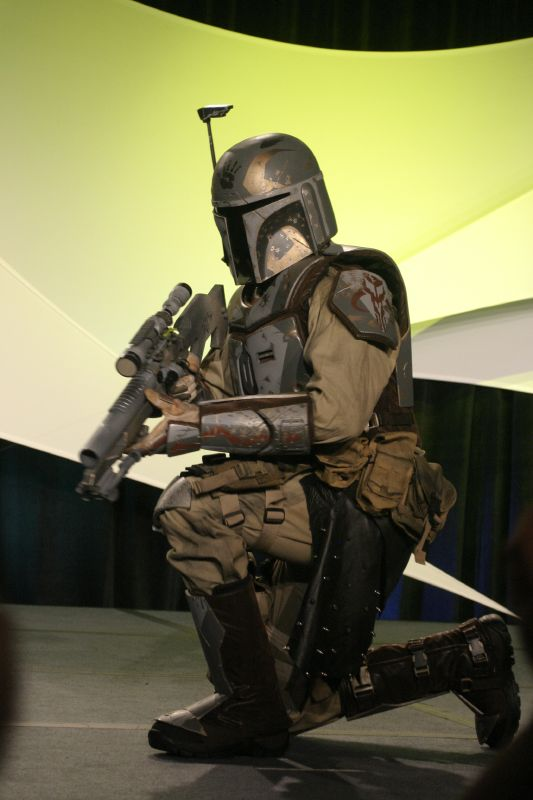
Cosplay d'un Mandalorien.

Filoni et Henry Gilroy, le superviseur du scénario, explorent alors le chasseur de primes Durge, un personnage introduit dans la série d'animation Star Wars: Clone Wars. Durge est alors réinventé comme un personnage humain, tandis que ses anciennes caractéristiques extraterrestres sont redessinées, mais l'idée est abandonnée. Finalement, George Lucas suggère de s'orienter vers les personnages des films de western spaghetti qui ont inspiré la trilogie originale de Star Wars. Bane est alors inspiré par le personnage du sergent Sentenza dans le film Le Bon, la Brute et le Truand, sorti en 1966, et devient un Duros, une espèce créée pour le premier film Star Wars. Son chapeau à larges bords provient d'un concept art, découvert par Filoni, de la trilogie originale. Todo 360, le droïde qui sert Bane dans le premier épisode, est interprété par Seth Green, un ami de Filoni. Ce dernier désire que l'acteur participe à The Clone Wars afin d'apporter des moments comiques à l'épisode.
Cette deuxième saison de The Clone Wars permet d'approfondir l'histoire du conflit afin de montrer des aspects inexplorés de la guerre. L'animation évolue également, où celle-ci devient plus détaillée et fluide, notamment pour l'arc sur Géonosis grâce à sa bataille de grande ampleur et l'explosion d'une usine. Durant l'arc, trois personnages présents dans la prélogie sont introduits dans The Clone Wars : le maître Jedi Ki-Adi-Mundi, Barriss Offee, l'apprentie du maître Jedi Luminara Unduli, et Poggle le Bref, l'archiduc de Géonosis. Afin d'éviter un rendu photoréaliste et de converser le style de la série, l'apparence de Mundi est redessinée pour être simplifiée. L'épisode L'Héritage de la terreur rend hommage aux films de zombies grâce aux Géonosiens transformés, tandis que la tempête de sable provient d'éléments de fumées utilisés pour la planète Mustafar puis recolorés pour la tempête.
L'arc destiné à la planète Mandalore marque l'arrivée des Mandaloriens dans The Clone Wars. Tandis que la duchesse Satine Kryze souhaite que Mandalore soit neutre durant la guerre, un groupe de guerriers, nommé les Death Watch, décide de combattre ce mouvement pacifiste afin de restaurer la gloire de la planète. L'introduction de Mandalore est envisagée dès la première saison, mais Lucas n'approuve pas car celle-ci doit d'abord présenter la guerre qui oppose la République et les Séparatistes. La planète et son peuple sont alors introduits dans la deuxième saison. L'implication de Jon Favreau, qui interprète le chef des Death Watch, Pre Vizsla, provient d'une rencontre imprévue entre le réalisateur et Filoni. Tandis que Favreau travaille sur la postproduction du film Iron Man, sorti en 2008, avec Industrial Light & Magic et Skywalker Sound, ce dernier croise le chemin de Filoni au Skywalker Ranch. Favreau manifeste alors son envie d'interpréter un Mandalorien. La forme cubique des bâtiments est inspirée d'un concept art inutilisé de La Revanche des Sith pour une planète nommée Crystal.

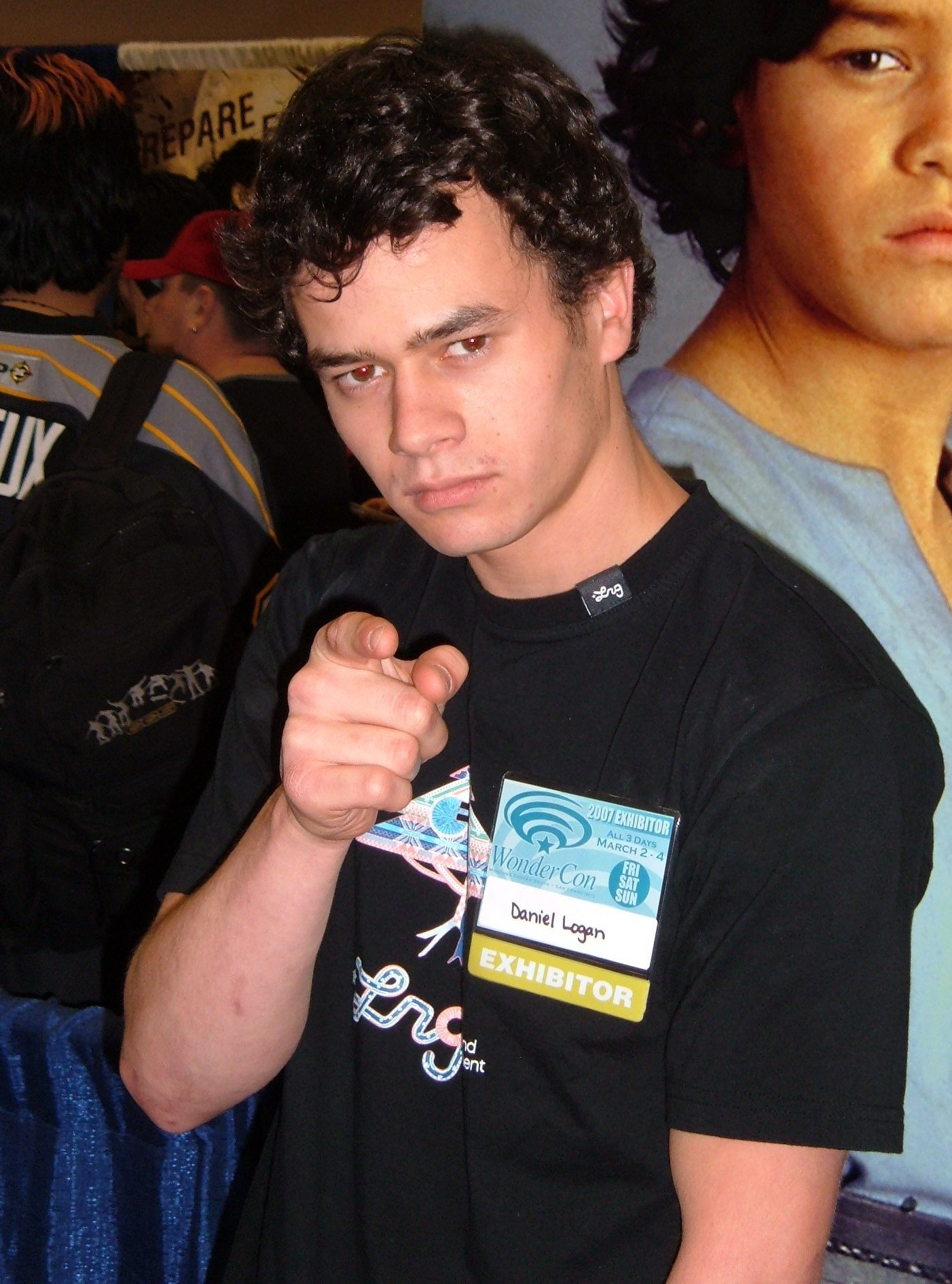
Daniel Logan reprend le rôle de Boba Fett.

L'ajout de la duchesse Satine Kryze est destiné à mettre Obi-Wan Kenobi dans la même position sentimentale qu'Anakin Skywalker : rencontrer et être amoureux d'une femme tout en étant un Jedi. Ainsi, Satine, grâce à son pacifisme, permet à Obi-Wan de voir un autre point de vue sur le maintien de la paix et la résolution des conflits. Cependant, elle est fâchée que les Jedi se soient laissés entraînés dans la guerre alors qu'ils sont censés être contre. Malgré cela, un respect mutuel permet à Obi-Wan et Satine de se rapprocher, tandis que leurs convictions les séparent. Gilroy compare la duchesse à Mohandas Karamchand Gandhi et Martin Luther King pour leur pacifisme. L'apparence de la duchesse Satine et de ses gardes royaux est basée sur des designs abandonnés pour La Menace fantôme. Satine est basée sur une illustration de la reine Padmé Amidala par Iain McCaig, tandis que les gardes sont une exploration des Sith, également par McCaig.
La saison marque également l'arrivée d'un monstre géant : la bête de Zillo. Inspirée par le mythe de Godzilla, il s'agit d'un des plus grands modèles d'animation 3D créés pour la série en raison de la taille du monstre. Pour la conception sonore, Filoni et Lucas exigent des sons d'un montre provenant d'un film des années 1950. David Acord (en), le monteur son, essaie alors plusieurs sons d'animaux, d'instruments de musique, de voitures et parvient à trouver le bon rugissement. Zillo est alors composée très majoritairement de sons de chevaux puis d'une combinaison de sons issus de lynx roux et de lions. L'espèce des Dugs, présente dans les deux épisodes consacrés au monstre, est créée avec le même procédé utilisé lors de la première saison pour les pirates d'Hondo Ohnaka. Un modèle d'animation est créé puis chaque personnage obtient des caractéristiques individuelles via les vêtements, armures, armes, etc..
Le dernier arc, composé de trois épisodes, marque l'arrivée du chasseur de primes Boba Fett dans The Clone Wars. Ce dernier cherche à venger la mort de son père, Jango Fett, tué par le maître Jedi Mace Windu lors de la première bataille de Géonosis,. Fett est présenté comme un garçon naïf, impressionnable et désireux d'appartenir à une famille. Il est accompagné d'Aurra Sing, une chasseuse de primes, qui se présente comme une figure maternelle mais qui se nourrit de sa naïveté et de son désir d'une famille. L'acteur Daniel Logan reprend alors le rôle de Boba après l'avoir interprété dans L'Attaque des clones.

## Liste des épisodes

### Épisode 1:Le Vol de l'holocron
- États-Unis : 2 octobre 2009 sur Cartoon Network[21]
- France : 21 février 2010 sur M6

- États-Unis : 2,58 millions de téléspectateurs[22] (première diffusion)

Les troupes de la République, menées par Obi-Wan, Anakin et Ahsoka, sont cernées par les Séparatistes sur la planète Felucia. Le maître Jedi Plo Koon guide alors des canonnières afin de récupérer les troupes. Obi-Wan et Anakin parviennent à s'échapper, mais Ahsoka, de son côté, refuse de quitter le champ de bataille car elle croit pouvoir battre les droïdes. Anakin la contraint à partir, tandis qu'elle observe la victoire de l'ennemi. Sur la planète Coruscant, le conseil Jedi décide d'éloigner Ahsoka des combats en l'affectant à la sécurité des archives du temple. Arrivée aux archives, elle rencontre la bibliothécaire Jedi Jocasta Nu. Cette dernière lui fait visiter les lieux, notamment la chambre des holocrons, un système de stockage de données qui ne peut être ouvert que grâce à la Force. Jocasta informe alors Ahsoka que seuls les membres du conseil Jedi sont autorisés à entrer. Parallèlement, dans un hôtel de la planète, le chasseur de primes Cad Bane est engagé par le seigneur Sith Dark Sidious pour voler un holocron du temple. Au même moment, le maître Jedi Yoda sent, via la Force, que des intrus vont pénétrer dans le temple et en informe Obi-Wan et Anakin. Dans sa chambre, Bane insert une puce de sécurité dans Todo 360, son droïde destiné au service. Les deux sont rejoints par leur complice Cato Parasitti, une personne capable de changer d'apparence. Elle prend alors celle d'Ord Enisence, un chevalier Jedi mort dans la chambre. Cette apparence permet d'avoir quelqu'un à l'intérieur du temple pour guider Bane et Todo jusqu'à la chambre des holocrons.
- Le script précise que Ki-Adi-Mundi devait être présent lors de la réunion du conseil Jedi, mais son modèle d'animation n'avait pas encore été créé lors de la production de l'épisode[23].
- Les holocrons ont été initialement développés par Tom Veitch (en) et Cam Kennedy (en) pour la série de bandes dessinées Dark Empire publiée entre 1991 et 1992 par Dark Horse Comics[23].

### Épisode 2:La Dangereuse Cargaison
- États-Unis : 2 octobre 2009 sur Cartoon Network[24]
- France : 28 février 2010 sur M6

- États-Unis : 2,58 millions de téléspectateurs[22] (première diffusion)

Après avoir volé l'holocron Jedi et s'être enfui de Coruscant, Cad Bane parvient à retrouver le Jedi Bolla Ropal qui détient, dans un cristal de Kyber, une liste des enfants sensibles à la Force. Bane, soutenu par les Séparatistes, s'enfuit à bord d'une frégate. Cette dernière est interceptée par Anakin et Ahsoka qui prévoient d'aborder le vaisseau ennemi. Pendant ce temps, Bane torture Ropal afin que ce dernier utilise la Force pour ouvrir l'holocron et insérer le cristal de Kyber afin d'accéder à la liste. Le Jedi refuse, ce qui impatiente Bane et le pousse à le torturer fatalement. Anakin, Ahsoka et leurs troupes parviennent à aborder le vaisseau et à en prendre le contrôle. Tandis qu'ils cherchent Ropal, Bane active l'autodestruction du vaisseau afin de ne laisser aucune trace. Il planifie alors de séparer Anakin et Ahsoka afin que l'un d'eux ouvre l'holocron. De leur côté, les Jedi découvrent la mort de Ropal. Peu après, Bane attire les Jedi dans un hangar où un combat entre les deux factions débute. Le chasseur de primes parvient à séparer les Jedi en attirant Ahsoka dans un couloir pendant qu'Anakin sauve un soldat clone. Ahsoka sous-estime Bane et engage le combat, mais ce dernier parvient à maîtriser la jeune Jedi en l'électrisant légèrement.

### Épisode 3:Les Enfants de la Force
- États-Unis : 9 octobre 2009 sur Cartoon Network[25]
- France : 7 mars 2010 sur M6

À bord du vaisseau de la République, dans la navette volée, les clones remarquent une trace de sang qui n'appartient pas à l'un des leurs ou à Anakin et Ahsoka. Pendant ce temps, Ahsoka essaie de parler au clone, blessé, qui a abattu Cad Bane, mais remarque, à la vue du sang, qu'il n'est pas un clone. Ce dernier, qui s'avère être Bane, parvient à frapper Ahsoka et à s'échapper en volant un vaisseau. Il se rend alors à son repaire, en possession de l'holocron, où son employeur, Dark Sidious, le contacte. Il lui confie une nouvelle mission : kidnapper quatre enfants de la liste de l'holocron et les rassembler sur la planète Mustafar afin que Sidious puisse y mener des expériences. Parallèlement, les Jedi Yoda, Mace Windu, Obi-Wan et Anakin utilisent la Force afin de déterminer l'emplacement des enfants qui seront kidnappés. Ils découvrent qu'il reste deux enfants : l'un sur la planète Rodia, où Obi-Wan est envoyé, et l'autre sur Naboo, où Anakin et Ahsoka se rendent. Sur Rodia, Bane se fait passer pour un Jedi et capture l'enfant devant Mahtee Dunn, sa mère. Obi-Wan arrive peu après mais Bane parvient à s'échapper avec l'enfant. De leur côté, Anakin et Ahsoka arrivent avant Bane sur Naboo. Ils préparent une embuscade à Bane, où Ahsoka est cachée dans l'armoire de la chambre de l'enfant et Anakin sur le toit. Après un bref combat entre Ahsoka et Bane, ce dernier tente de s'échapper. Cependant, il est rattrapé par Anakin, ce qui permet aux Jedi de capturer Bane et sauver l'enfant. Peu après, dans une cellule d'un vaisseau de la République, Obi-Wan et Windu tentent de faire parler Bane, en vain.

### Épisode 4:Un espion au Sénat
- États-Unis : 16 octobre 2009 sur Cartoon Network[27]
- France : 14 mars 2010 sur M6

Le conseil Jedi suspecte Rush Clovis, un sénateur de la République, d'être un partisan des Séparatistes. Parallèlement, Anakin rentre sur Coruscant afin de passer une soirée avec sa femme, Padmé. Cependant, il est appelé à rejoindre le conseil, ce qui contrarie Padmé, mais Anakin lui rappelle que le devoir passe en priorité. Une fois arrivé, les Jedi l'informent de la situation et affirment qu'il faut un autre sénateur pour espionner Clovis afin de ne pas éveiller les soupçons. Le conseil a déjà choisi Padmé car celle-ci a eu une relation amoureuse avec Clovis, mais la sénatrice refuse la mission. Ils envoient alors Anakin pour la convaincre. Ce dernier l'informe que Clovis pourrait être un traître, ce que Padmé ignorait, et celle-ci décide finalement d'accepter. Anakin, contrarié, ne souhaite pas que Padmé se retrouve en danger, mais cette dernière lui rappelle, à son tour, que le devoir passe en priorité. Padmé reprend contact avec Clovis via un dîner où ce dernier l'invite à se rendre sur la planète Cato Neimoidia pour des raisons politiques et essayer de reprendre leur « amitié ». De son côté, Anakin assure la sécurité de la sénatrice en tant que pilote du vaisseau. Jaloux, il empêche les diverses avances de Clovis durant le voyage. Une fois arrivés, Clovis discute avec Lott Dod et Poggle le Bref, deux Séparatistes, à propos d'une usine de droïdes de combat sur la planète Géonosis.

### Épisode 5:Atterrissage mouvementé
- États-Unis : 6 novembre 2009 sur Cartoon Network[29]
- France : 21 mars 2010 sur M6

Éparpillées à travers la galaxie, les forces de la République perdent le contrôle de la planète Géonosis, berceau de la guerre des clones où s'est déroulée la première bataille. Le leader Séparatiste Poggle le Bref y dirige alors des usines d'armement protégées par un bouclier. La République, déterminée à reconquérir la planète et à capturer Poggle, lance une invasion massive dirigée par Obi-Wan, Anakin et Ki-Adi-Mundi. Anakin et Ahsoka, arrivés sur le pont d'un vaisseau d'assaut, comparent leur score de droïdes détruits lors d'une précédente bataille. Peu après, le plan des Jedi est en place : chacun doit amener ses forces simultanément sur une zone d'atterrissage malgré une défense aérienne acharnée. Alors que la République rassemble ses troupes, le commandant Cody confie à Obi-Wan qu'il n'a pas participé à la première bataille de Géonosis, Obi-Wan déclare alors qu'il n'a rien manqué et raconte une anecdote détaillant comment il a été enchaîné à un poteau et attaqué par trois gros monstres. Il monte par la suite dans sa canonnière et la mission débute. Les transports de débarquement tentent alors de faire face aux défenses aériennes ennemies. Au début de la mission, la canonnière d'Anakin est abattue. Mais lui, Ahsoka et ses troupes survivent et avancent, malgré la perte de ses chars. Ailleurs, Cody reçoit un ordre de Ki-Adi pour débarquer ses chars. Une fois atterrit, Cody avertit Obi-Wan de ne pas atterrir car la zone est trop dangereuse. N'ayant nulle part où atterrir, la canonnière d'Obi-Wan se fait rapidement abattre, ce qui blesse le Jedi. Peu après, celle de Ki-Adi subit le même sort. Les trois groupes s'étant crachés loin de la zone d'atterrissage, ils sont obligés de poursuivre à pied. De leur côté, Anakin, Ahsoka et Rex se déplacent pour éliminer une ligne de défense Géonosienne.
- Le vaisseau de déploiement d'Obi-Wan Kenobi porte une illustration peinte d'un Nexu, une créature carnivore, avec l'expression « Bad Kitty », écrite en Aurebesh, qui fait référence au nom de l'équipe d'ILM chargée de l'animation durant le tournage de L'Attaque des clones[30].
- Le moment où Anakin et ses troupes vont vers le front Géonosien fait référence à une scène similaire du film Le Jour le plus long sorti en 1962[30].

### Épisode 6:L'Usine d'armement
- États-Unis : 13 novembre 2009 sur Cartoon Network[31]
- France : 27 mars 2010 sur M6

L'armée de la République avance vers la fonderie de droïdes, après avoir détruit le générateur de bouclier principal, tandis que l'escadron de canonnières de Luminara Unduli est forcé d'atterrir au sud de la position d'Anakin. Pendant ce temps, Ahsoka briefe ses hommes sur le plan de bataille, pour prendre le contrôle du pont qui mène à la fonderie, mais elle est constamment interrompue par Anakin. Une fois le briefing terminé, elle lui demande pourquoi il continue de faire irruption dans ses briefings, ce qui lui fait croire qu'il ne lui fait pas confiance. Anakin se défend en disant qu'il veut juste que le travail soit bien fait, mais cela ne fait que renforcer l'irritation d'Ahsoka. Tandis qu'ils se disputent, Luminara et son apprentie Barriss Offee arrivent pour prendre connaissance du plan. Ahsoka et Barriss se présentent alors mutuellement. Tandis qu'Anakin suggère fortement une attaque frontale, Luminara affirme que ce serait trop risqué. Elle propose à la place un compromis : infiltrer les catacombes sous l'usine, accessibles par le fond de la gorge, entrer dans la fonderie et détruire son réacteur principal avec des explosifs. Luminara choisit qu'elle et Anakin attaquent frontalement pendant que leurs apprenties infiltrent l'usine. Cependant, malgré l'insistance d'Ahsoka, Anakin pense qu'elle n'est pas prête pour une mission de ce type. Les apprenties partent tout de même et Luminara en profite pour demander à Anakin pourquoi il ne veut pas qu'Ahsoka participe, ce à quoi il ne répond pas. Ils se préparent alors à lancer l'assaut en faisant avancer leurs troupes droit vers le pont. Pendant ce temps, à l'intérieur de l'usine, Poggle le Bref et son droïde tactique surveillent la productivité de celle-ci, notamment une nouvelle arme : des super chars capables de résister à l'artillerie de la République. Anakin et Luminara, ainsi que les soldats du capitaine Rex et du commandant Gree, traversent le pont pour combattre les droïdes. Ils arrivent cependant dans une embuscade tendue par les Géonosiens cachés dans les roches aux alentours.
Les Jedi continuent tout de même d'avancer, tandis que Poggle commence à déployer ses premiers super chars. Pendant ce temps, Ahsoka et Barriss réussissent à infiltrer les catacombes. Elles se faufilent ensuite devant un mur rempli de Géonosiens endormis et avancent prudemment. Cependant, elles réveillent par inadvertance l'un d'entre eux qui les suit alors discrètement à travers les catacombes. Finalement, elles arrivent au réacteur principal de l'usine et commencent à placer des explosifs autour de lui. Cependant, le Géonosien qui les suivaient a alerté Poggle et son droïde tactique, qui arrivent avec un super char et de nombreux guerriers Géonosiens dans la salle du réacteur. Les guerriers commencent à retirer leurs bombes du réacteur tandis que le char commence à tirer sur les apprenties. Ahsoka tente d'arrêter les Géonosiens en s'agrippant à deux d'entre eux, mais ceux-ci la font chuter contre le réacteur, la faisant perdre connaissance. Pendant ce temps, à la surface, les super chars réduisent les forces d'Anakin et Luminara. Le Jedi ordonne alors une retraite tandis que lui et Luminara placent des bombes sous le pont sur lequel se trouvent les chars, avant de les faire exploser. Ils doivent ensuite affronter la deuxième vague de droïdes de combat sans aucune artillerie lourde ou renforts supplémentaires.

### Épisode 7:L'Héritage de la terreur
- États-Unis : 20 novembre 2009 sur Cartoon Network[32]
- France : 3 avril 2010 sur M6

Les forces républicaines ne retrouvent pas le dirigeant géonosien, l'archiduc Poggle le Bref. Des éclaireurs clones sillonnent le désert à la recherche d'indices. La Jedi Luminara Unduli se lance alors à la recherche de l'archiduc. Elle trouve dans le désert un conteneur de munitions, lâché par le transporteur AAT à bord duquel se déplace Poggle le Bref. Malgré une tempête de sable imminente, Luminara Unduli suit les traces de l'archiduc jusqu'au temple Progate. Elle découvre que celui qu'elle traque s'est réfugié dans les catacombes du temple, mais est soudainement attaquée.
Alertés, les Jedi Obi-Wan Kenobi et Anakin Skywalker attendent que la tempête se calme. Ils se rendent au temple Progate. Accompagnés des soldats du commandant clone Cody, ils s'engouffrent dans un tunnel. Pendant ce temps, d'étranges soldats géonosiens aux yeux vitreux traînent Luminara, qui a perdu connaissance. Celle-ci se réveille et se libère. Elle contacte alors Obi-Wan Kenobi en l'avertissant de ne pas venir à son secours.
Obi-Wan et Anakin sont attaqués par des géonosiens, qui résistent à toutes leurs attaques. Les clones doivent faire effondrer le tunnel dans lequel ils se trouvent afin de venir à bout de ces géonosiens. Obi-Wan explique alors qu'il a entendu parler d'un esprit de ruche géonosien qui pourrait réanimer les morts. Luminara se réveille de son côté prisonnière dans la ruche centrale de la reine Karina.

### Épisode 8:Les Envahisseurs mentaux
- États-Unis : 4 décembre 2009 sur Cartoon Network[33]
- France : 10 avril 2010 sur M6

Poggle le Bref est menotté est monté à bord d'une navette de la République galactique. Ki-Adi-Mundi explique aux autres Jedi présents à Géonosis que les forces de Mace Windu à Dantooine ont besoin de matériel médical. Cependant, Anakin Skywalker et Luminara Unduli jugent qu'il est prioritaire d'amener Poggle à Coruscant. Les forces sont alors divisées, et la mission de transport de matériel médical est confiée aux deux apprenties, Barriss Offee et Ahsoka Tano.
Au niveau des ruines du temple Progate, un ver cérébral infecte le soldat clone Scythe. Le commandant clone Trap réveille ses soldats, dont Scythe. Sa compagnie est chargée d'accompagner Barriss et Ahsoka. Contrôlé par le ver géonosien, Scythe transporte dans son sac des œufs de vers alors qu'il monte à bord de la navette. Pendant le voyage, Scythe des œufs de vers, qui infectent des soldats clones. Les soldats contrôlés mentalement prennent ensuite le contrôle du pont.
Les deux Jedi sont attaqués par deux soldats clones, qu'elles maîtrisent rapidement. Elles rencontrent ensuite Trap, qui semble aussi perplexe qu'elles face à cette situation. Il suggère d'aller au pont. En chemin, il s'attaque à Barriss, qui découvre ainsi qu'il est contrôlé par un ver. Elle tue le clone, puis Ahsoka tue le ver. Les deux Jedi observent ensuite, cachées, les clones infectés tenter d'en contaminer un autre. Elles sont repérées, et les clones essaient de leur rapprocher aussi des vers cérébraux. Barriss et Ahsoka parviennent tout de même à fuir dans les conduits de ventilation.
Elles décident de se séparer, mais Barriss est piégée par les soldats clones et elle-même infectée à son tour. Ahsoka communique en secret avec Anakin, et l'informe de la situation. Anakin part alors interroger Poggle le Bref. Ahsoka est attaquée par Barriss, mais réussit à s'enfuir. Anakin lui explique ensuite qu'il a forcé Poggle à parler, et que les vers géonosiens sont sensibles au froid.
Ahsoka fait alors refroidir le vaisseau. Sur le pont, elle est à nouveau attaquée par Barriss. Le ver perdant en puissance, Barriss supplie Ahsoka de la tuer, puis le ver reprend le contrôle et Barriss se jette sur Ahsoka pour essayer de la contaminer. Peu après, Kit Fisto et ses soldats entrent dans la navette et y trouvent les deux Jedi inertes à cause du froid. 

### Épisode 9:L'Intrigue de Grievous
- États-Unis : 1er janvier 2010 sur Cartoon Network[34]
- France : 17 avril 2010 sur M6

- La conception de la navette des ambassadeurs Jedi est basée sur un concept art de Joe Johnston pour la navette Impériale visible dans Le Retour du Jedi[35].
- L'angle de la caméra où l'amiral Yularen ordonne l'attaque de la flotte, à partir du pont du Résolu, est le même angle où le capitaine Needa donne ces ordres à partir du pont de l'Avenger dans L'Empire contre-attaque[35].

### Épisode 10:Le Déserteur
- États-Unis : 1er janvier 2010 sur Cartoon Network[36]
- France : 24 avril 2010 sur M6

### Épisode 11:Le Sabre laser perdu
- États-Unis : 22 janvier 2010 sur Cartoon Network[37]
- France : 1er mai 2010 sur M6

- Le design de Tera Sinube est basé sur un concept art alien abandonné pour un sénateur de La Menace fantôme[39].
- Lorsqu'Ahsoka fait des recherches sur les voleurs de la pègre, elle passe sur une photographie d'identité judiciaire de Brea Tonnika, l'une des sœurs Tonnika vues dans la cantina dans Un nouvel espoir[39].

### Épisode 12:Le Complot de Mandalore
- États-Unis : 29 janvier 2010 sur Cartoon Network[40]
- France : 8 mai 2010 sur M6

- La forme légèrement allongée des casques Mandaloriens est inspirée par le modèle d'animation de Boba Fett utilisé par Nelvana dans la fabrication du téléfilm Au temps de la guerre des étoiles et de la série d'animation Droïdes : Les Aventures de R2-D2 et C-3PO[16].
- L'environnement extérieur high-tech et stérile de Mandalore est inspiré par le film THX 1138 sorti en 1971[16].

### Épisode 13:Le Voyage de la tentation
- États-Unis : 5 février 2010 sur Cartoon Network[42]
- France : 15 mai 2010 sur M6

### Épisode 14:La Duchesse de Mandalore
- États-Unis : 12 février 2010 sur Cartoon Network[43]
- France : 22 mai 2010 sur M6

### Épisode 15:Meurtres au Sénat
- États-Unis : 19 mars 2010 sur Cartoon Network[45]
- France : 29 mai 2010 sur M6

### Épisode 16:Le Chat et la Souris
- États-Unis : 26 mars 2010 sur Cartoon Network[46]
- France : 5 juin 2010 sur M6

- États-Unis : 2,02 millions de téléspectateurs[47] (première diffusion)

Les Séparatistes ont imposé un blocus sur la planète Christophsis où se trouve le sénateur Bail Organa et ses troupes. Afin de le secourir, Anakin mène une force d'assaut visant à forcer le blocus, mais l'étau se resserre sur la planète où les forces de la République sont débordées. Rejoint par Obi-Wan, celui-ci ordonne à Anakin de se replier. Peu après, il présente un vaisseau furtif, piloté par Anakin, pour passer à travers les lignes ennemies et sauver les forces sur la planète. De son côté, l'amiral Yularen découvre que c'est l'amiral Trench qui dirige le blocus, alors qu'il devrait être mort, et en informe Anakin.

### Épisode 17:Les Chasseurs de primes
- États-Unis : 2 avril 2010 sur Cartoon Network[49]
- France : 12 juin 2010 sur M6

### Épisode 18:La Bête de Zillo
- États-Unis : 9 avril 2010 sur Cartoon Network[51]
- France : 19 juin 2010 sur M6

### Épisode 19:La Bête de Zillo contre-attaque
- États-Unis : 16 avril 2010 sur Cartoon Network[53]
- France : 26 juin 2010 sur M6

### Épisode 20:Piège mortel
- États-Unis : 23 avril 2010 sur Cartoon Network[54]
- France : 3 juillet 2010 sur M6

- États-Unis : 2,85 millions de téléspectateurs[55] (première diffusion)

### Épisode 21:R2 rentre au bercail
- États-Unis : 30 avril 2010 sur Cartoon Network[57]
- France : 10 juillet 2010 sur M6

- États-Unis : 2,76 millions de téléspectateurs[58] (première diffusion)

### Épisode 22:La Traque mortelle
- États-Unis : 30 avril 2010 sur Cartoon Network[59]
- France : 17 juillet 2010 sur M6

- États-Unis : 2,76 millions de téléspectateurs[58] (première diffusion)

## Accueil
Cette deuxième saison reçoit un meilleur accueil que la précédente, notamment grâce à la qualité de l'animation et pour le ton plus sombre et moins puéril qu'elle adopte durant certains arcs,. Ainsi, elle permet d'apercevoir le sombre avenir d'Anakin Skywalker lorsque celui-ci torture un prisonnier de guerre. Afin d'accentuer cette scène, cette dernière est utilisée avec le thème musical The Imperial March dédié à la future identité d'Anakin : Dark Vador. Alors que beaucoup des épisodes de la première saison étaient centrés sur les relations entre Anakin et Ahsoka, cette saison les rompt plusieurs fois, leur permettant ainsi d'avoir des épisodes consacrés sur le maître ou l'apprentie. L'animation, de meilleure qualité, est particulièrement remarquée dans l'arc de Géonosis pour ses détails visuels et son réalisme,. L'absence de Jar Jar Binks dans cette saison est appréciée, de même pour le peu d'humour présent grâce aux droïdes de combat qui fut critiqué pour être frustrant et rebutant durant la précédente saison,.
Le site UGO Networks (en), dédié aux médias de masse, qualifie le chasseur de primes Cad Bane de « froid, cruel et calculateur »,. De son côté, IGN classe Bane comme le trente-et-unième, sur cent, meilleur personnage de Star Wars. Le site loue la première impression de Bane et le décrit comme « un méchant incontestablement cool et efficace »,,. CNET juge positivement l'ajout des chasseurs de primes dans The Clone Wars. Le site estime ainsi qu'ils apportent une nouvelle dimension à la série tout en révélant les éléments anarchiques de celle-ci. Cependant, le surnom de la saison, Rise of the Bounty Hunters,, est jugé trompeur face au peu d'épisodes où les chasseurs de primes apparaissent,. Par ailleurs, l'introduction de Boba Fett dans la série est jugée décevante pour le ton prépubère et geignard qu'il emploie avant sa mise en détention et par la rapidité où il est emprisonné par la République,.
Certaines histoires, durant les épisodes uniques, sont également jugées scénaristiquement faibles. Lors de la 37e cérémonie des Annie Awards, qui s'est déroulée le 6 février 2010, le compositeur de la série, Kevin Kiner, est nommé pour l'épisode L'Usine d'armement dans la catégorie de la meilleure musique dans une production télévisuelle. Le même mois, The Clone Wars est nommée lors des Motion Picture Sound Editors Awards pour le meilleur montage sonore pour l'épisode Atterrissage mouvementé. En juillet 2010, la série est nommée dans la catégorie de la meilleure série d'animation lors des Television Critics Association Awards. Un mois plus tard, elle est à nouveau nommée dans la même catégorie, cette fois-ci lors de la 12e cérémonie des Teen Choice Awards.

## DVD et Blu-ray
La commercialisation de la saison débute en octobre 2010, en DVD et disque Blu-ray, avec la sortie de l'intégrale. Les bonus, moins nombreux que ceux de l'intégrale de la première saison, contiennent des reportages et des interviews, sur certains épisodes, par le réalisateur et les artistes de la série ainsi qu'un livret de soixante-huit pages axé sur la production de la saison. Il détaille les premières esquisses, les notes des artistes et des concept arts pour chaque épisode.
En exclusivité sur le disque Blu-ray, un bonus, nommé Les Archives du temple Jedi (The Jedi Temple Archives), présente une base de données qui dévoile les séquences de tests d'animation, dessins préparatoires, premiers croquis, modèles de personnages et divers objets en 3D.
| Intitulé du coffret                                           | Nombre d'épisodes | Dates de sortie                    | Dates de sortie             | Support        | Distributeur      |
| Intitulé du coffret                                           | Nombre d'épisodes | Zone 1 (dont États-Unis et Canada) | Zone 2 (Europe dont France) | Support        | Distributeur      |
| ------------------------------------------------------------- | ----------------- | ---------------------------------- | --------------------------- | -------------- | ----------------- |
| Star Wars: The Clone Wars - L'intégrale de la saison 2        | 22                | 26 octobre 2010                    | 27 octobre 2010             | DVD et Blu-ray | Warner Home Video |
| Star Wars: The Clone Wars - Saison 2, volume 1                | 4                 | Aucune sortie                      | 2 février 2011,             | DVD            | Warner Home Video |
| Star Wars: The Clone Wars - Saison 2, volume 2                | 6                 | Aucune sortie                      | 2 février 2011,             | DVD            | Warner Home Video |
| Star Wars: The Clone Wars - Saison 2, volume 3                | 6                 | Aucune sortie                      | 6 avril 2011,               | DVD            | Warner Home Video |
| Star Wars: The Clone Wars - Saison 2, volume 4                | 6                 | Aucune sortie                      | 6 avril 2011,               | DVD            | Warner Home Video |
| Star Wars: The Clone Wars - L'intégrale des saisons 1 et 2    | 44                | Aucune sortie                      | 15 avril 2011               | DVD et Blu-ray | Warner Home Video |
| Star Wars: The Clone Wars - The Complete Seasons 1-3          | 66                | Aucune sortie                      | 17 octobre 2011             | DVD et Blu-ray | Warner Home Video |
| Star Wars: The Clone Wars - The Complete Seasons 1-4          | 88                | Aucune sortie                      | 22 octobre 2012,            | DVD et Blu-ray | Warner Home Video |
| Star Wars: The Clone Wars - Saisons 1 à 5 - Édition collector | 108               | 15 octobre 2013                    | 16 octobre 2013             | DVD et Blu-ray | Warner Home Video |
| Star Wars: The Clone Wars - Saisons 1 à 5                     | 108               | Aucune sortie                      | 30 septembre 2015           | DVD et Blu-ray | Warner Home Video |